# Elecciones generales de Camboya de 1993
Las elecciones generales de Camboya se llevaron a cabo entre el 23 y el 28 de mayo de 1993, celebradas al amparo de las Naciones Unidas en el contexto de la Autoridad Provisional de las Naciones Unidas en Camboya, que mantuvo tropas en el país durante todo el proceso electoral asegurándose de que este fuera libre, justo y pacífico. Fueron las primeras elecciones multipartidistas en Camboya desde 1972, las primeras en las que más de un partido accedía al parlamento desde 1951, y las primeras elecciones democráticas celebradas en Indochina después de la guerra de Vietnam. 
A pesar de las expectativas iniciales, los resultados dejaron un legislativo profundamente fragmentado. Con una participación del 89.56%, el partido monarquista Frente Unido Nacional por una Camboya Independiente, Neutral, Pacífica y Cooperativa (conocido como Funcinpec) obtuvo mayoría simple con 58 de los 120 escaños del parlamento, a tan solo tres de la mayoría absoluta, y muy lejos de la mayoría calificada de 80 escaños que se requería para formar gobierno, de acuerdo con la constitución provisional. Fue debido a esta cláusula que el Funcinpec se vio obligado a formar coalición con el derrotado Partido Popular de Camboya, antiguo partido único del régimen de Hun Sen, accediendo su líder al cargo de "Segundo Primer Ministro" e iniciando el proceso constituyente y el frágil gobierno de Norodom Ranariddh, que culminaría con el golpe de Estado de Hun Sen a mediados de 1997.
Estas fueron las únicas elecciones hasta la actualidad en las cuales no ganó el Partido Popular de Camboya, que a partir de 1998 comenzaría a dominar la vida política del país.

## Antecedentes
El régimen autoritario y colapsado del Estado de Camboya (SOC), y tres facciones de la insurgencia camboyana, que consistía en el monarquista Funcinpec, el grupo de extrema izquierda Jemeres Rojos, y el derechista Frente Popular de Liberación del Pueblo Jemer (KPNLF) firmaron los Acuerdos de paz de París en octubre de 1991. Los acuerdos preveían el establecimiento de un protectorado de las Naciones Unidas sobre todo el país, la Autoridad Provisional de las Naciones Unidas en Camboya (APRONUC) que supervisaría la desmovilización y desmilitarización de las tropas en todo el país y organizaría elecciones democráticas, decidiéndose también restablecer la monarquía camboyana, depuesta en 1970. El APRONUC se formó a finales de febrero de 1992 y Yasushi Akashi fue designado líder de dicha autoridad.
En agosto de 1992, la Autoridad Provisional promulgó la ley electoral, y llevó a cabo una inscripción provisional de los partidos políticos del país. A los partidos registrados se les permitió abrir sus oficinas y sedes a partir del mes siguiente. En enero de 1993 comenzó a realizarse el registro de votantes, entregándoles credenciales para presentar su voto. Al mes siguiente, las Naciones Unidas emprendió una campaña de educación cívica de la población. Dos meses después, la Autoridad Provisional permitió a los partidos políticos iniciar sus campañas para las elecciones generales, que fueron convocadas para finales de mayo, por medio de manifestaciones públicas y reuniones partidistas.

## Retos preelectorales

### Desmovilización de tropas

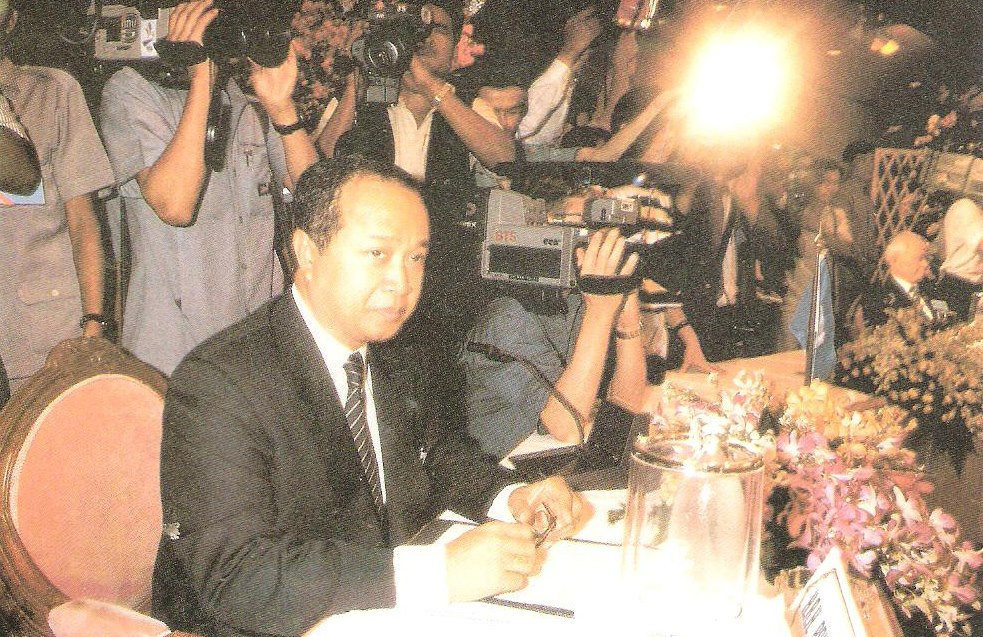
Norodom Ranariddh en una conferencia de prensa durante su campaña, principios de 1993.

Cuando las tropas de la ONU intentaron entrar en Camboya en 1991 para desmovilizar a las tropas del ejército estatal, los Jemeres Rojos estableció bloqueos en las carreteras para impedirles el paso. Cuando estos incidentes fueron reportados al Secretario General Boutros Boutros-Ghali, este envió un llamamiento personal Khieu Samphan, líder de los Jemeres Rojos, a dejar entrar a las tropas de la ONU a restablecer la paz en el país. Los Jemeres Rojos exigieron el regreso a la jefatura de estado del antiguo rey Norodom Sihanouk y alegaron que la continua presencia de tropas vietnamitas en Camboya no justificaba la desmovilización. Sihanouk regresó a Nom Pen el 14 de noviembre de 1991, y a pesar del papel jugado por los Jemeres Rojos en su regreso, solicitó a la Autoridad Provisional una vez establecida esta que mantuviera apartado al grupo extremista de las elecciones, y de cualquier otra participación en la pacificación del país.
Las Fuerzas Armadas Populares de Camboya (CPAF), la Armée Nationale Sihanoukiste (ANS, también conocida como Funcinpec) y el Frente de Liberación Nacional de los Jemeres participaron en los ejercicios de movilización, aunque fueron enviados reclutas jóvenes y no entrenados para participar, mientras que el resto era utilizado por las tropas a cargo de mantener la paz. Cuando los Jemeres Rojos continuaron saboteando los esfuerzos de la desmovilización de las tropas, la Autoridad Provisional detuvo toda su campaña de desarme en septiembre de 1992, habiendo logrado para entonces desarmar y reintegrar a unos 50.000 guerrilleros de los distintos grupos armados presentes en el país.

### Ataques violentos
A lo largo de 1992, los Jemeres Rojos ejecutaron diversos atentados terroristas, especialmente contra civiles vietnamitas, alegando que se trataba de infiltrados disfrazados. En marzo de 1993, durante los comienzos de la campaña electoral, en el pueblo flotante de Chong Kneas en provincia de Siem Reap, los Jemeres Rojos realizaron su mayor ataque contra los vietnamitas, asesinando a unas 124 personas. La poca intervención de la Autoridad Provisional, sumado a la amplia cobertura por parte de la prensa de los atentados comunistas, motivó a unos 20.000 vietnamitas residentes en Camboya a abandonar el país y huir a Vietnam antes de abril de 1993. Sin embargo, también el CPAF llevaba a cabo ataques clandestinos en las oficinas de los partidos pertenecientes al FUNCINPEC y al BLDP (Partido Liberal Democrático Budista) a partir de noviembre de 1992. Si bien en enero de 1993 se redujeron los incidentes, recrudecieron a partir del comienzo de la campaña en marzo. Fallecieron cerca de 200 camboyanos por motivos políticos para mayo de 1993.

## Resultados

### Resultado nacional
El proceso de elección se inició el 23 de mayo y finalizó el 28 de mayo. La mayoría de los centros de votación se establecieron en edificios escolares y pagodas budistas para reducir los costos. La elección fue observada por unos 50.000 camboyanos y 900 voluntarios internacionales, así como un adicional de 1.400 oficiales de las Naciones Unidas que sirvieron como observadores de las mesas electorales. El recuento de votos comenzó el 29 de mayo y duró hasta el 10 de junio. Los resultados fueron anunciados por Akashi, y cinco días más tarde, el Consejo de Seguridad de la ONU aprobó los resultados de las elecciones con la Resolución 840.
| Partido                            | Partido                                                                              | Votos     | %      | %   | Escaños | Escaños |
| ---------------------------------- | ------------------------------------------------------------------------------------ | --------- | ------ | --- | ------- | ------- |
|                                    | Frente Unido Nacional por una Camboya Independiente, Neutral, Pacífica y Cooperativa | 1.824.188 | 45.5%  |     | 58/120  |         |
|                                    | Partido Popular de Camboya                                                           | 1.533.471 | 38.2%  |     | 51/120  | 66      |
|                                    | Partido Liberal Democrático Budista                                                  | 152.764   | 3.8%   |     | 10/120  |         |
|                                    | Partido Liberal Democrático                                                          | 62.698    | 1.6%   |     |         |         |
|                                    | Movimiento para la Liberación Nacional de Kampuchea                                  | 55.107    | 1.4%   |     | 1/120   |         |
|                                    | Partido Neutral Jemer                                                                | 48.113    | 1.2%   |     |         |         |
|                                    | Partido Democrático                                                                  | 41.799    | 1.0%   |     |         |         |
|                                    | Partido Democrático Libre Independiente de Camboya                                   | 37.474    | 0.9%   |     |         |         |
|                                    | Partido Republicano Libre                                                            | 31.348    | 0.8%   |     |         |         |
|                                    | Partido de Reconciliación Liberal                                                    | 29.738    | 0.7%   |     |         |         |
|                                    | Partido del Renacimiento Camboyano                                                   | 28.071    | 0.7%   |     |         |         |
|                                    | Coalición Republicana                                                                | 27.680    | 0.7%   |     |         |         |
|                                    | Congreso Nacional Jemer                                                              | 25.751    | 0.6%   |     |         |         |
|                                    | Partido Democrático Neutral de Camboya                                               | 24.394    | 0.6%   |     |         |         |
|                                    | Partido Agrario Jemer por la Democracia Liberal                                      | 20.776    | 0.5%   |     |         |         |
|                                    | Partido Republicano del Libre Desarrollo                                             | 20.425    | 0.5%   |     |         |         |
|                                    | Agrupación por la Solidaridad Nacional                                               | 14.569    | 0.4%   |     |         |         |
|                                    | Acción por la Democracia y el Desarrollo                                             | 13.914    | 0.4%   |     |         |         |
|                                    | Partido Republicano Democrático Jemer                                                | 11.524    | 0.3%   |     |         |         |
|                                    | Partido Nacionalista Jemer                                                           | 7.827     | 0.2%   |     |         |         |
| Votos en blanco/anulados           | Votos en blanco/anulados                                                             | 255.561   | –      | –   |         |         |
| Total                              | Total                                                                                | 4.267.192 | 100    | 120 | 3       | 3       |
| Votantes registrados/participación | Votantes registrados/participación                                                   | 4.764.618 | 89.56% |     | –       | –       |
| Nohlen et al.                      |                                                                                      |           |        |     |         |         |

### Resultado por provincia
|  | 46.4 % |

|  | 28.7 % |

|  | 9.3 % |

|  | 15.6 % |

|  | 48.1 % |

|  | 31.3 % |

|  | 6.6 % |

|  | 13.9 % |

|  | 54.0 % |

|  | 30.6 % |

|  | 2.6 % |

|  | 2.0 % |

|  | 10.9 % |

|  | 53.0 % |

|  | 32.3 % |

|  | 1.4 % |

|  | 13.3 % |

|  | 52.5 % |

|  | 28.3 % |

|  | 3.5 % |

|  | 15.7 % |

|  | 45.3 % |

|  | 35.3 % |

|  | 4.0 % |

|  | 15.4 % |

|  | 41.9 % |

|  | 40.3 % |

|  | 2.5 % |

|  | 15.3 % |

|  | 60.3 % |

|  | 24.8 % |

|  | 3.5 % |

|  | 11.4 % |

|  | 53.0 % |

|  | 32.7 % |

|  | 4.1 % |

|  | 11.6 % |

|  | 63.6 % |

|  | 23.9 % |

|  | 2.8 % |

|  | 9.8 % |

|  | 70.5 % |

|  | 13.9 % |

|  | 3.9 % |

|  | 11.8 % |

|  | 55.1 % |

|  | 30.9 % |

|  | 3.6 % |

|  | 10.5 % |

|  | 68.2 % |

|  | 18.6 % |

|  | 3.4 % |

|  | 9.8 % |

|  | 49.4 % |

|  | 38.5 % |

|  | 3.5 % |

|  | 8.7 % |

|  | 47.0 % |

|  | 35.2 % |

|  | 3.4 % |

|  | 14.3 % |

|  | 83.9 % |

|  | 6.5 % |

|  | 0.6 % |

|  | 8.9 % |

|  | 49.5 % |

|  | 44.4 % |

|  | 2.7 % |

|  | 3.4 % |

|  | 47.0 % |

|  | 33.4 % |

|  | 4.7 % |

|  | 15.0 % |

|  | 61.5 % |

|  | 26.1 % |

|  | 5.1 % |

|  | 7.3 % |

|  | 57.0 % |

|  | 29.6 % |

|  | 3.7 % |

|  | 9.7 % |

|  | 42.8 % |

|  | 40.5 % |

|  | 3.6 % |

|  | 13.1 % |

## Formación del gobierno
El 31 de mayo, el Partido Popular de Camboya, o CPP, liderado por Hun Sen, presentó una queja con Akashi, reclamando que las elecciones fueron amañadas específicamente para que su partido no ganara. Akashi desestimó estas quejas, y Hun Sen y Chea Sim sugirieron a Sihanouk que asumiera plenos poderes ejecutivos como el jefe de Estado del país, para acelerar la transición. Sihanouk anunció a los pocos días que se convertiría en jefe de Estado. Los ministerios se dividirían entre el Funcinpec y el CPP en una base del cincuenta por ciento. El líder del Funcinpec Ranariddh, así como varios países, incluyendo los Estados Unidos, el Reino Unido, Australia y China se opusieron a la iniciativa. Estados Unidos acusó a Sihanouk de violar la constitución del país, y de que su iniciativa afectaría a la transición. Al día siguiente, Sihanouk rechazó entonces los amplios poderes ejecutivos que le ofrecerían como jefe de Estado,
El 10 de junio, Hun Sen acusó a las Naciones Unidas de perpetuar fraude electoral, y declaró que siete provincias del este de Camboya, bajo la dirección de miembros de su partido, se estaban separando del país, evitando apoyar públicamente la secesión. Una reunión de emergencia de la Asamblea Nacional se inició el 14 de junio, durante la cual Sihanouk fue formalmente reinstalado como el jefe de Estado, con Ranariddh y Hun Sen designados como Primeros Ministros con niveles iguales de los poderes ejecutivos, aunque el ministro titular era Ranariddh. La carta posterior de Hun Sen agradeciendo por sus servicios a la Autoridad Provisional fue una orden indirecta que puso fin a los intentos de secesión. Tres meses después, la monarquía se restauró como una monarquía parlamentaria, asumiendo Sihanouk el cargo de Rey de Camboya, con un rol meramente representativo, el 23 de septiembre de 1993.
| Candidato                     | Fecha                                                   | Voto | Func. | CPP | BLDP | Mou. | Total   |
| ----------------------------- | ------------------------------------------------------- | ---- | ----- | --- | ---- | ---- | ------- |
| Norodom Ranariddh (Funcinpec) | 14 de junio de 1993 Mayoría absoluta requerida (80/120) | Sí   | 58    | 51  |      |      | 109/120 |
| Norodom Ranariddh (Funcinpec) | 14 de junio de 1993 Mayoría absoluta requerida (80/120) | No   |       |     | 10   | 1    | 11/120  |
| Norodom Ranariddh (Funcinpec) | 14 de junio de 1993 Mayoría absoluta requerida (80/120) | Abs. |       |     |      |      | 0/120   |

Con posterioridad, el BLDP y Moulinaka formarían también parte del gobierno de coalición. Tras el golpe de Estado de Hun Sen en julio de 1997, la disidencia del Funcinpec propuso como candidato a Primer ministro a Ung Huot, en coalición con el CPP. 29 miembros del Funcinpec, leales a Ranariddh, boicotearon la sesión parlamentaria en la cual fue investido Primer ministro.
| Candidato            | Fecha                                                   | Voto | Func. | CPP | BLDP | Mou. | Total  |
| -------------------- | ------------------------------------------------------- | ---- | ----- | --- | ---- | ---- | ------ |
| Ung Huot (Funcinpec) | 6 de agosto de 1997 Mayoría absoluta requerida (80/120) | Sí   | 29    | 51  | 10   |      | 90/120 |
| Ung Huot (Funcinpec) | 6 de agosto de 1997 Mayoría absoluta requerida (80/120) | No   |       |     |      | 1    | 1/120  |
| Ung Huot (Funcinpec) | 6 de agosto de 1997 Mayoría absoluta requerida (80/120) | Abs. |       |     |      |      | 0/120  |
| Ung Huot (Funcinpec) | 6 de agosto de 1997 Mayoría absoluta requerida (80/120) | Aus. | 29    |     |      |      | 29/120 |